# Wijdewormer
Wijdewormer is een polder, droogmakerij en plaats in de gemeente Wormerland, in de Nederlandse provincie Noord-Holland, in het noordoosten van de Zaanstreek en zuidwesten van Purmerend. Van 1817 tot 1991 was het een zelfstandige gemeente. De laatste (waarnemend) burgemeester was Jan Koppenaal die in 1991 burgemeester werd van Wormerland. Het raadhuis stond aan de Ringdijk 4 in de buurtschap Neck dat ook tot de gemeente behoorde en zowel op de dijk als in de polder Wijdewormer ligt.
De autosnelweg A7 loopt door het midden van de polder. Er lopen lange rechte wegen Noorderweg, Zuiderweg en Oosterdwarsweg door de polder met vele boerderijen, villa's en uitgestrekte landerijen. Door Wijdewormer lopen fiets- en wandelroutes naar Natura 2000-gebied het Twiske, Purmerland, Oostzaan, Jisp en de Zaanse Schans. Er zijn aangrenzende verbindingen met het Jagersveld, Kalverpolder, Wormer en Engewormer.

## Geschiedenis

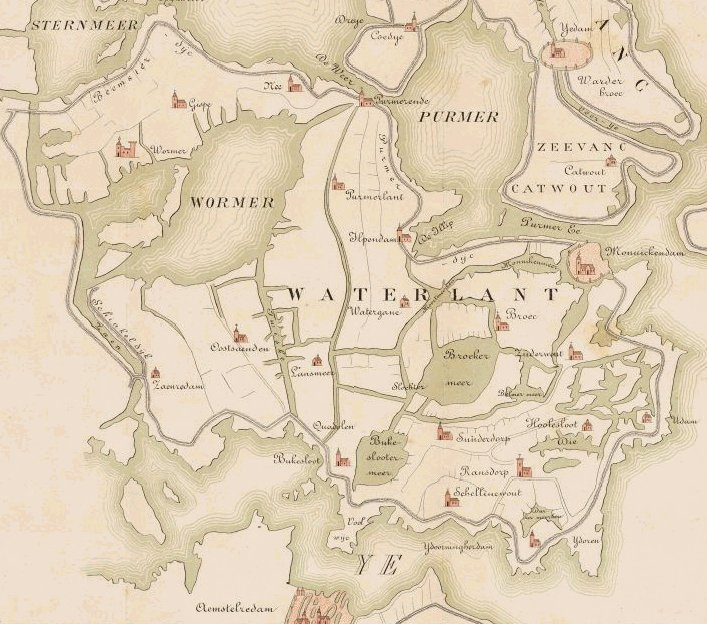
Waterland in 1288 met linksboven de Wormer

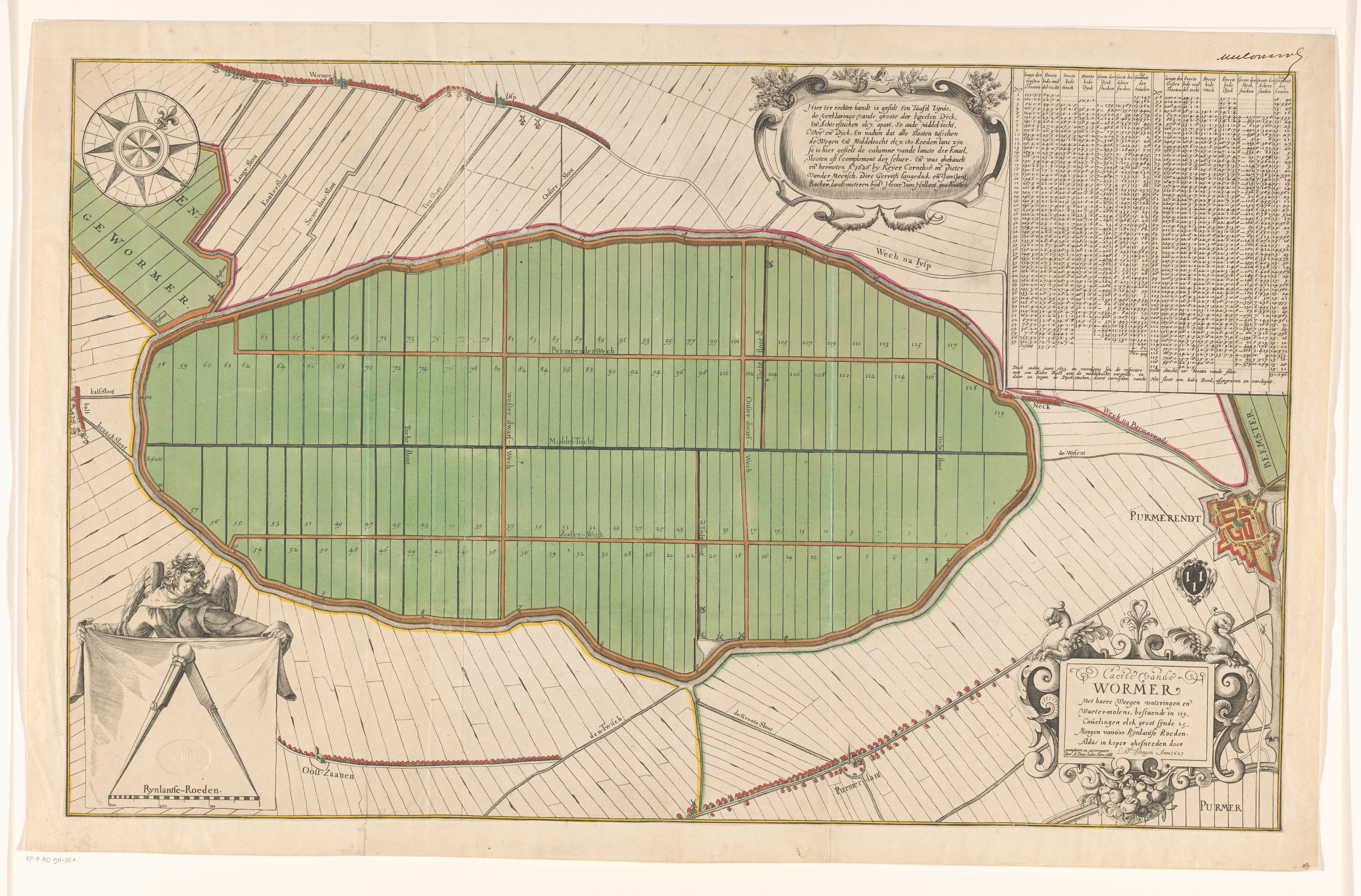
Kaart van de drooggemaakte Wormer tussen 1627 en 1668 met rechts Purmerend

De Wijdewormer was in de middeleeuwen een binnenzee genaamd "Wormermeer", met het dorp "Nek", de huidige buurtschap Neck, als vissersdorp, en aangrenzend aan de vroegere belangrijke plaatsen Purmerland en Oostzaan. In 1626 kwam de inpoldering van de "Wormer" en werd het de 1666 hectare grote droogmakerij Wijdewormer. Anders dan veel andere droogmakerijen in de provincie Noord-Holland, was de Wijdewormer gevuld met zoet water en was er geen eb en vloed. Er was dus geen open verbinding met zee. Tijdens de 17e eeuw werd Wijdewormer een graanschuur voor de Zaanstreek waar de schepen werden gebouwd. 

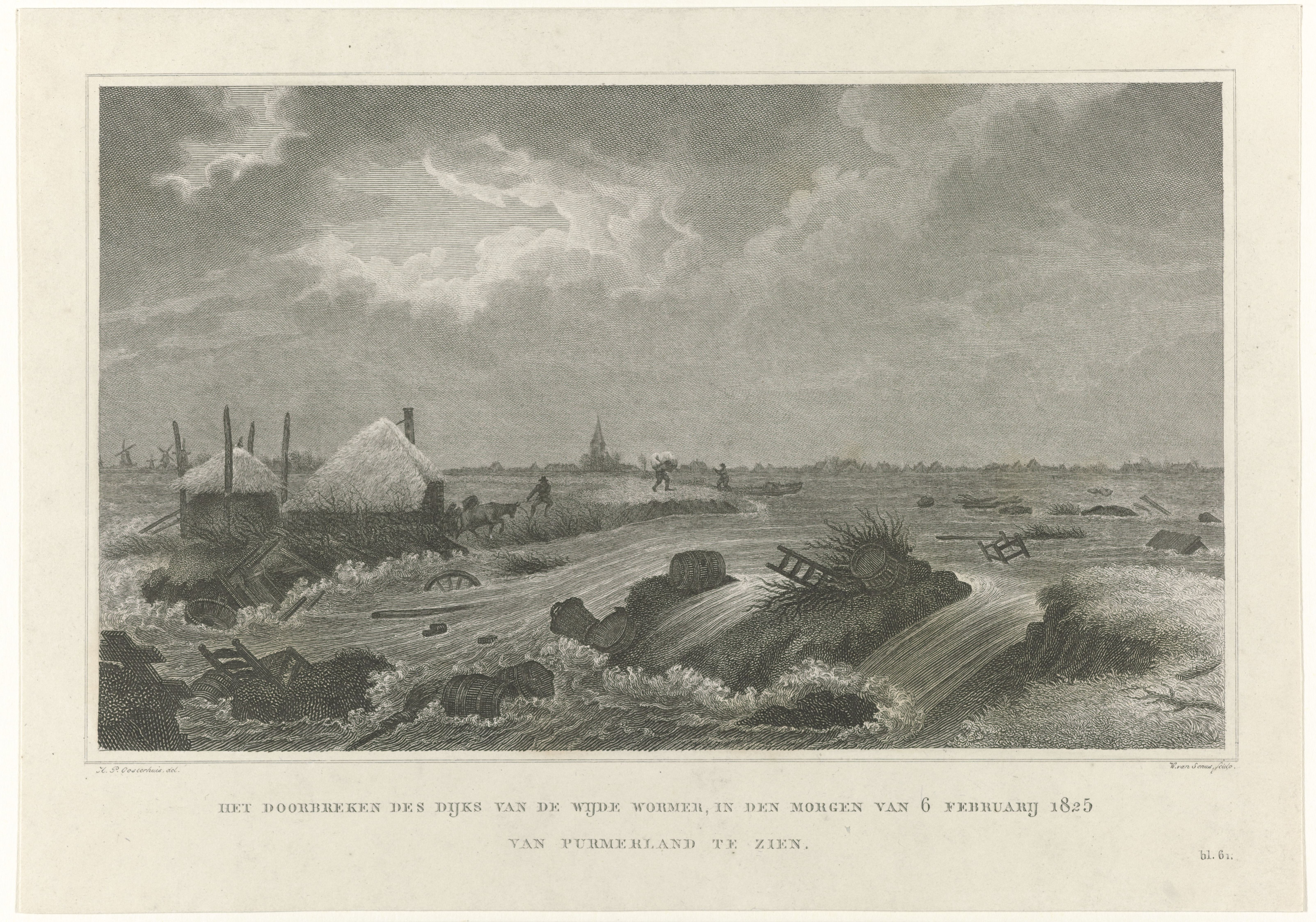
De dijkdoorbraak in 1825 bij Purmerland

Bij de stormvloed van 1825 werd de Wijdewormer zeer zwaar getroffen door een dijkdoorbraak met een watersnoodramp als gevolg. In 1878 kwam er een stoomgemaal en toen in de volgende jaren was gebleken, dat dit de bemaling van de polder alleen af kon, werden de windmolens in 1881 verkocht voor de sloop.
Verzetsstrijder Pieter Slooten werd tijdens de laatste dagen van de tweede wereldoorlog op 8 maart 1945 zonder proces geëxecuteerd door de Duitse bezetter. Er is een monument ter nagedachtenis te vinden bij de Pieter Slootenweg in buurtschap Neck.

## Wonen
Men vindt in de polder vele monumentale stolpboerderijen en villa's. Deze zijn vooral langs de Noorderweg en de Zuiderweg gerangschikt. Rond de 21e eeuw vestigden zich in Wijdewormer en buurtschap Neck meer welgestelde mensen uit omliggende steden, die afkomen op de rust, ruimte en gunstige ligging ten opzichte van de Rijksweg A7, Amsterdam en Zaanstad.
De Noorderweg doorkruist het dorp Neck, met zowel nieuwbouw als oudbouw. De polder wordt omsloten door de Ringvaart van de Wijdewormer die via de Braak in verbinding staat met de Zaan en via het Neckerhop met het Noordhollandsch Kanaal.

## Recreatie en voorzieningen
Door de Wijdewormer lopen belangrijke fiets- en wandel routes richting omliggende natuurgebieden en plaatsen. Nabij de Neckermolen ligt een jachthaven aan de Zwarteweg met toegang tot vaarroutes richting Alkmaardermeer, De Zaan en Noordhollandskanaal. In de nabijheid van buurtschap Neck is tevens het beroemde restaurant van Mario Uva, de in 1631 gebouwde Neckermolen en een theetuin gevestigd.
Aan de Zuiderweg is een 18 holes golfbaan gevestigd.

## Evenementen
In Wijdewormer en buurtschap Neck wordt iedere zomer rond de maand augustus een Wijdewormer feestweek georganiseerd door het Oranjecomité. Een zogenaamde drekrees of sloot- en slobrace, is onderdeel van de feestweek waar bezoekers uit de hele regio op af komen. Gedurende de feestweek wordt een competitie tussen de Wijdewormer buurtverenigingen gehouden middels verschillende soorten wedstrijden waarvan de voornaamste zijn de playbackshow en op zondag de zeskamp.

## Sport
Het moderne AFAS trainingscomplex en AZ Jeugdopleiding van voetbalclub AZ zijn in Wijdewormer gevestigd. Het AFAS complex is volgens de KNVB gewaardeerd als internationale voetbal academie. Tevens beschikt Wijdewormer over voetbalclub DZS, gevestigd op een sportcomplex bij de buurtschap Neck. In buurtschap Neck is ook een tennisvereniging. De Zaanse Golf Club heeft een 18-holes golfbaan met A-status.